# Elisabeth Karg
Elisabeth Karg (* 20. Dezember 1935 in München; † Oktober 2024 in Vaterstetten) war eine deutsche Volksschauspielerin.

## Leben
Elisabeth Karg wirkte in mehreren Fernsehserien mit, darunter in Kommissar Freytag, Spannagl & Sohn, Weißblaue Geschichten, Forsthaus Falkenau und Tatort. Einem breiten Publikum bekannt wurde sie außerdem in der Rolle als Eders Schwester in der TV-Serie Meister Eder und sein Pumuckl mit Gustl Bayrhammer.

## Filmografie (Auswahl)

### Filme
- 1963: Nach Ladenschluss (Fernsehfilm)
- 1966: Elektra (Fernsehfilm)
- 1967: Ein Spiel von Tod und Liebe (Fernsehfilm)
- 1969: Tag für Tag (Fernsehfilm)
- 1970: Wenn du bei mir bist
- 1971: Augenzeugen müssen blind sein (Fernsehfilm)
- 1975: Der Wohltäter (Fernsehfilm)
- 1976: Weder Tag noch Stunde (Fernsehfilm)
- 1977: Das chinesische Wunder
- 1978: Die Farbe des Himmels (Fernsehfilm)
- 1979: Andreas Vöst (Fernsehfilm)
- 1977: Der falsche Paß für Tibo (Fernsehfilm)
- 1977: Die Undankbare (Fernsehfilm)
- 1982: Die Erbin (Fernsehfilm)
- 1982: Hambacher Frühling (Fernsehfilm)
- 1986: Betrogene Liebe (Fernsehfilm)
- 1987: Hatschipuh
- 1987: Gewitter im Mai (Fernsehfilm)
- 1989: Pole Poppenspäler (Fernsehfilm)

### Fernsehserien
- 1964: Kommissar Freytag (1 Folge)
- 1973–1981: Tatort (5 Folgen)
- 1974: Telerop 2009 – Es ist noch was zu retten (1 Folge)
- 1975: Münchner Geschichten (1 Folge)
- 1975–1976: Spannagl & Sohn (7 Folgen)
- 1979: Wie würden Sie entscheiden? (1 Folge)
- 1980: Auf Achse (1 Folge)
- 1981: Die Rumplhanni (1 Folge)
- 1981: Der Gerichtsvollzieher (1 Folge)
- 1982: Die unsterblichen Methoden des Franz Josef Wanninger (1 Folge)
- 1982–1988: Meister Eder und sein Pumuckl (4 Folgen)
- 1985: Anderland (1 Folge)
- 1985: Der Komödienstadel – Politik und Führerschein
- 1986–1992: Weißblaue Geschichten (4 Folgen)
- 1988: Der Millionenbauer (5 Folgen)
- 1989: Forsthaus Falkenau (2 Folgen)
- 1989: Löwengrube (1 Folge)
- 1990: Der Alte (1 Folge)
- 1993: Rußige Zeiten (5 Folgen)
- 1994–1998: Peter und Paul (7 Folgen)